# Pontón de la Oliva
El Pontón de la Oliva es una presa española, situada en la sierra de Ayllón, al noreste de la Comunidad de Madrid y al noroeste de la provincia de Guadalajara. Se construyó en 1857. Es la sexta y última presa en el curso del río Lozoya, y la más antigua de todo el sistema de presas y canalizaciones del Canal de Isabel II, red que suministra el agua potable a Madrid y a buena parte de la comunidad. La siguiente presa en antigüedad es la de Navalejos, ubicada seis kilómetros aguas arriba.

## Historia

### Antecedentes

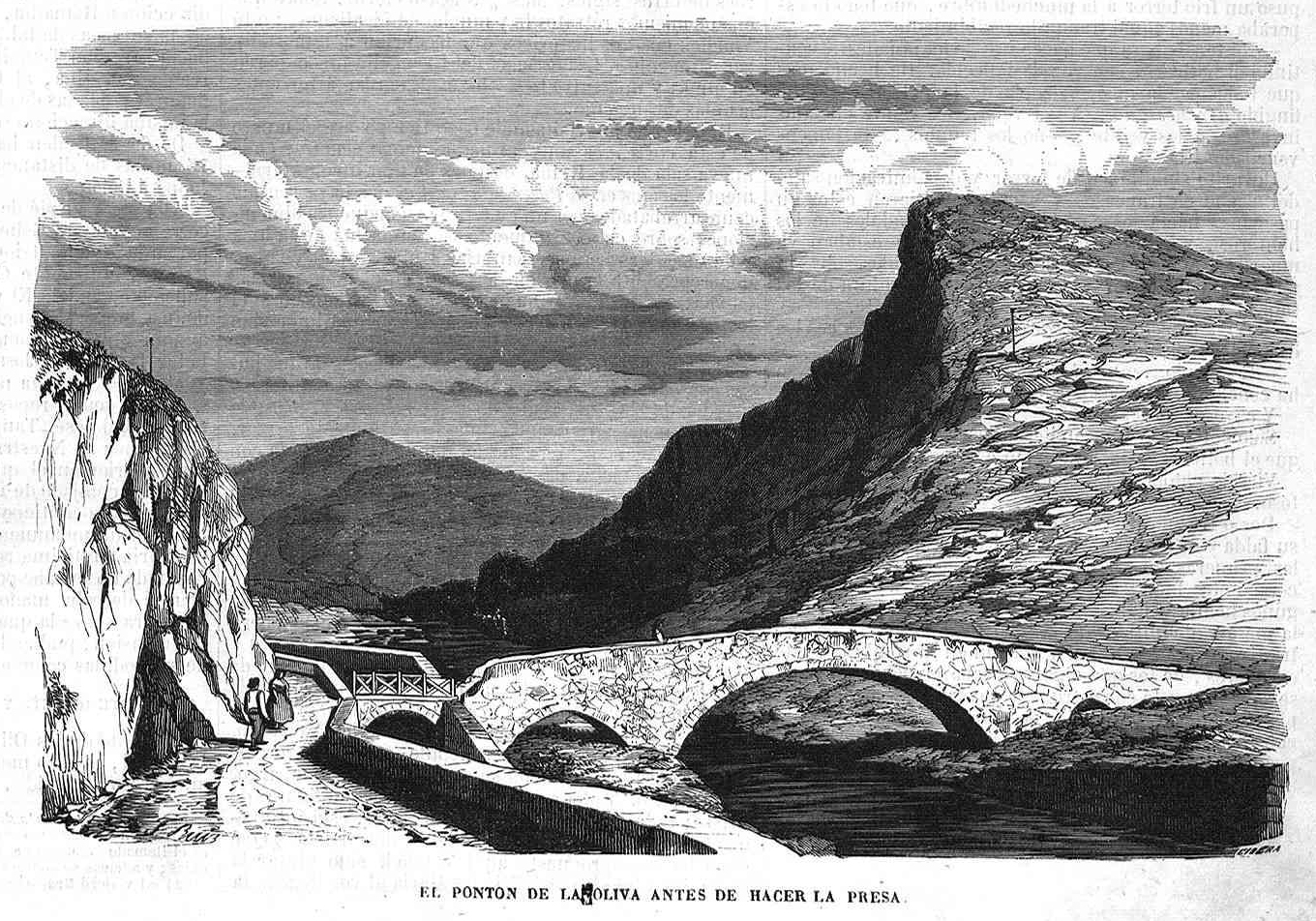
Aspecto del Pontón de Oliva antes de la construcción de la presa, en El Museo Universal

En 1848, reinando en España Isabel II, Madrid tenía 206 000 habitantes, número que crecía rápidamente dada su condición de capital del Reino. Salvo una minoría de privilegiados que disponían de agua en sus residencias, el resto de los madrileños se abastecían de la que brotaba de 54 fuentes y distribuían 920 aguadores. Esta agua provenía de los viajes de agua, que eran un conjunto de qanats o canales de agua subterránea construidos en la Edad Media (aparecen mencionados en el fuero de 1202) y ampliados sucesivamente hasta el siglo XIX.
Desde mediados del siglo XVIII se barajaban media docena de proyectos para llevar a Madrid el agua de los ríos serranos más inmediatos. El 10 de marzo de 1848 el ministro de Comercio, Instrucción y Obras Públicas, Juan Bravo Murillo, decidió afrontar el problema. Tras algunos estudios preliminares firmó una Real Orden por la que se nombraba una comisión para analizar los proyectos existentes.
En diciembre del mismo año los ingenieros Juan Rafo y Juan de Ribera presentaron la Memoria razonada sobre las obras necesarias para el abastecimiento de agua a Madrid. En ella sentaron las bases de un proyecto de abastecimiento que incluía un presupuesto y medios de financiación. Eligieron el río Lozoya como fuente de suministro por la calidad y pureza de su agua.
Rafo y Ribera diseñaron un sistema de abastecimiento «a lo romano», con un canal de 77 km de longitud de aguas rodadas. La parte principal del proyecto era la construcción de una presa en el curso bajo del Lozoya. El lugar elegido fue una garganta natural llamada cerro de la Oliva, a unos centenares de metros aguas arriba del encuentro del río Lozoya con el río Jarama.

### Construcción

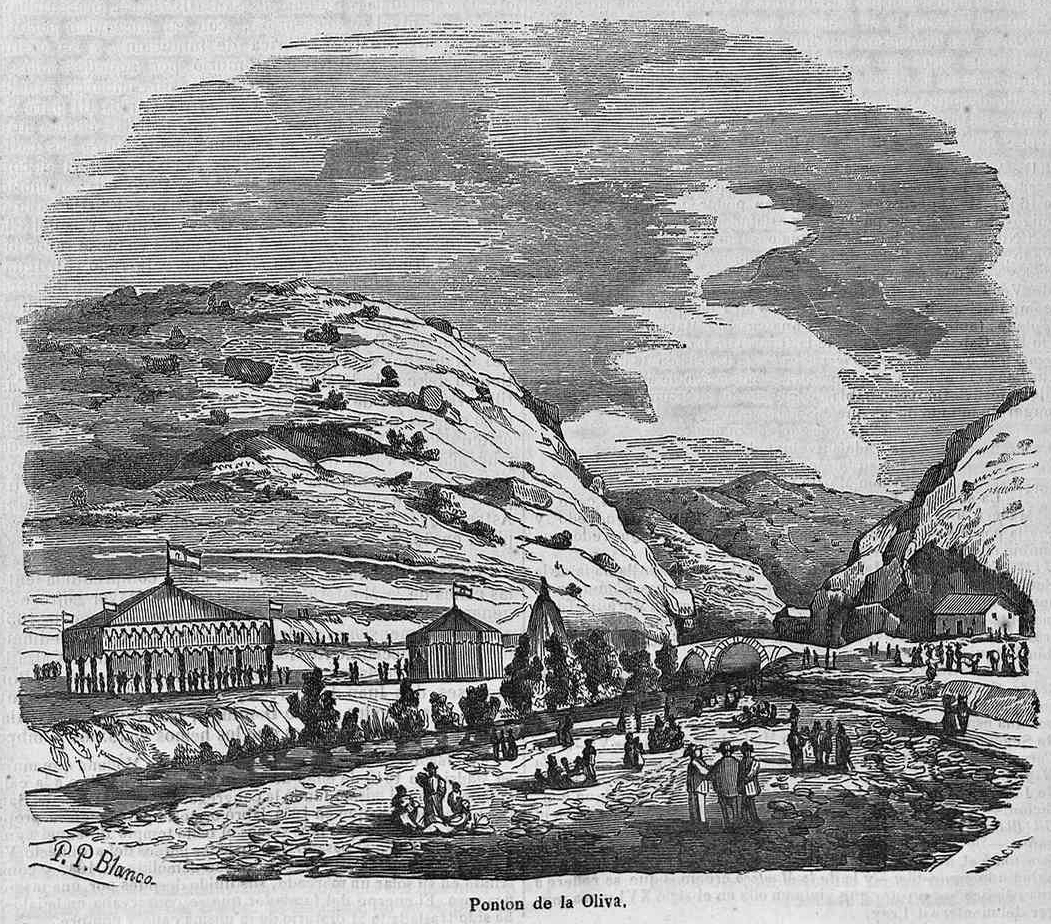
La Ilustración (agosto de 1851)

El 11 de agosto de 1851 se puso la primera piedra de la presa en un acto que contó con la asistencia del rey consorte Francisco de Asís de Borbón. En la obra trabajaron 1500 presos de las guerras carlistas, 200 obreros libres y 400 bestias, en durísimas condiciones. En el campamento situado a pie de obra apareció una epidemia de cólera.
Las obras del proyecto no se circunscribían a la presa sobre el Lozoya, y los ingenieros utilizaron un sistema de comunicación entre obras basado en palomas mensajeras al que llamaron «telegrafía alada».

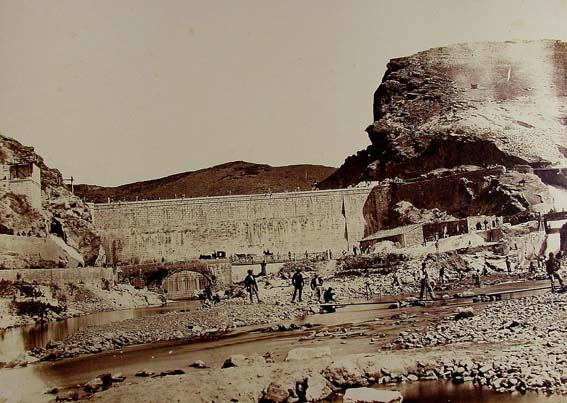
Fotografía de Clifford (c. 1855)

Las obras terminaron en 1856. La inauguración se celebró dos años más tarde, el 24 de junio de 1858, en la carrera de San Bernardo de Madrid, en un acto al que asistieron la reina Isabel II de España y todo el Consejo de Ministros.

### Funcionamiento y declive
La vida de la presa fue corta. Los ingenieros habían elegido mal el lugar donde erigieron la presa y pronto aparecieron filtraciones que arruinaron su capacidad de embalse. Debido a las filtraciones, en verano el nivel del embalse descendía por debajo del nivel del canal de salida. En 1860 se construyó urgentemente la pequeña presa de Navarejos para poder tomar el agua del río. Pocos años después la presa del Pontón de la Oliva cayó en desuso y fue sustituida por la del embalse de El Villar, ubicada 22 km aguas arriba e inaugurada en 1882.
Durante las obras del canal del Jarama (1956-1960) se excavó una galería a través del muro de la presa para dar paso a las tuberías del sifón de este canal, que se construyó para salvar este valle. El trabajo fue cuidadoso y no se aprecian huellas de esta intervención.
A pesar de que ya no realiza la función para la que fue erigida, la presa del Pontón de la Oliva sigue en pie y forma parte del patrimonio histórico de la sierra de Ayllón. Actualmente la pared montañosa situada a la izquierda de la presa es utilizada por aficionados a la escalada.

## Detalles técnicos

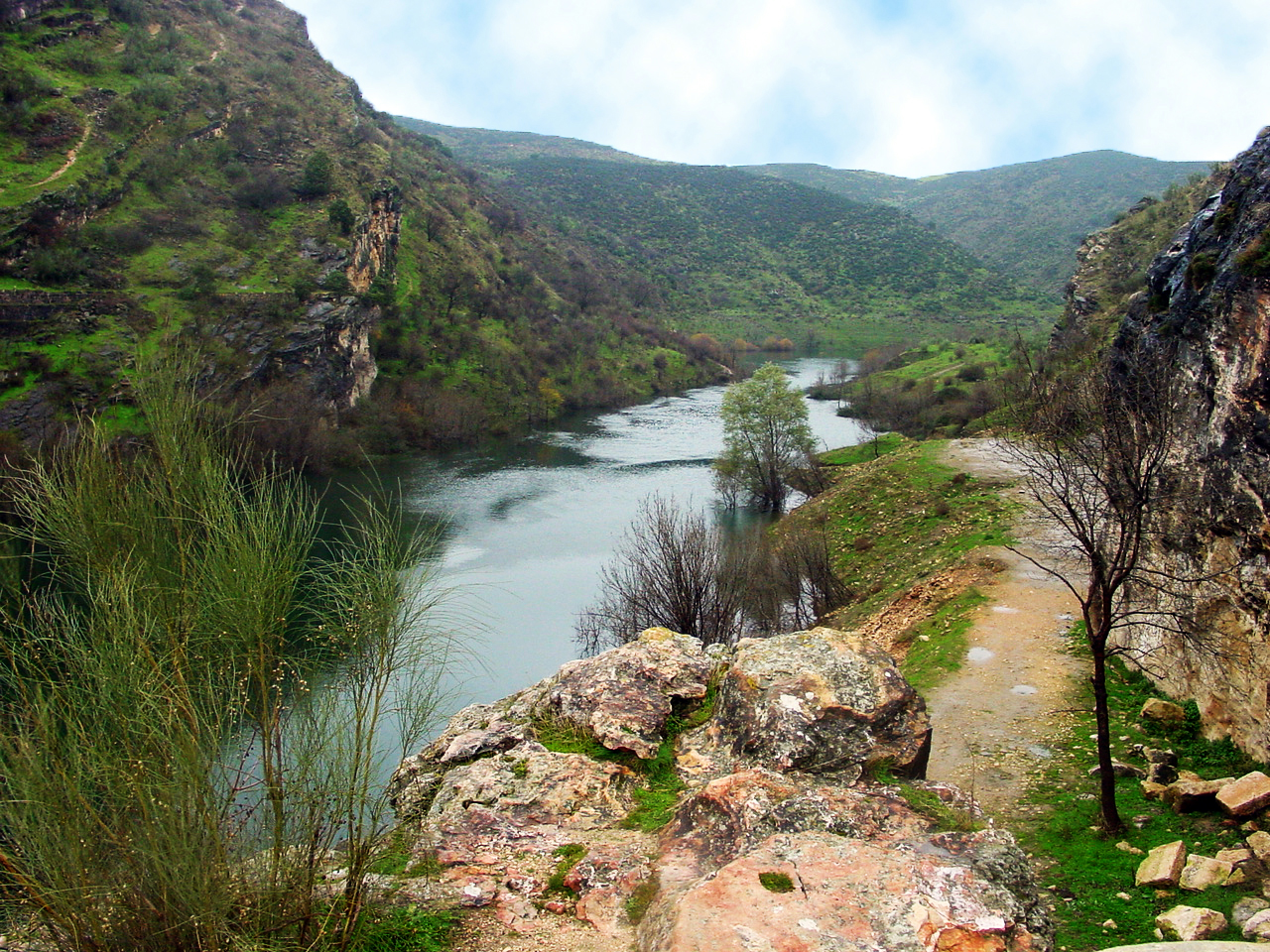
Curso bajo del río Lozoya

Es una presa de gravedad, construida con sillería de grandes bloques de piedra unidos mediante mortero de cal, en la que el empuje del agua embalsada es soportado por el peso de la obra. Tiene una altura de 27 metros y sección trapezoidal, con una anchura de 39 metros en la base y de 6,72 metros en la coronación, la cual mide 72,44 metros de longitud. La cara interna del muro (la que mira aguas arriba del Lozoya) aparece escalonada desde la base hasta la cima. Esta presa fue un antecedente europeo en la construcción de presas durante el siglo XIX. A pesar de ello los problemas de permeabilidad en la cimentación hicieron que solo funcionara durante tres décadas.